# Hope for Haiti Now (album)
Hope for Haiti Now – album koncertowy nagrany podczas charytatywnego telethonu Hope for Haiti Now: A Global Benefit for Earthquake Relief, mającego na celu pomoc ofiarom tragicznego trzęsienia ziemi na Haiti. Środki zebrane ze sprzedaży płyty przekazano organizacjom niosącym humanitarną pomoc wyspie, w tym Czerwonemu Krzyżowi oraz fundacji Yele Haiti Foundation, założonej przez Wyclefa Jeana. Hope for Haiti Now składa się z 19 piosenek wykonywanych na żywo podczas transmitowanego na całym świecie programu pod tym samym tytułem. Poza tym znajduje się na niej studyjna wersja „Stranded (Haiti Mon Amour)”, oryginalnie wykonana przez Jaya-Z, Bono, The Edge'a i Rihannę podczas telethonu w Londynie i stworzona specjalnie na tę okazję.
Hope for Haiti Now, którego cena wynosi 7,99 dolara, ustanowił rekord dla najlepszej jednodniowej przedsprzedaży w historii iTunes, a także stał się najlepiej sprzedającą się płytą przez iTunes w 18 krajach. Album zadebiutował na szczycie amerykańskiej listy Billboard 200, rozchodząc się w pierwszym tygodniu w ponad 170 000 egzemplarzy.

## Lista utworów
1. „Send Me an Angel” (Alicia Keys) Alicia Keys – 3:43
2. „A Message 2010” (Guy Berryman, Jonny Buckland, Will Champion, Chris Martin) Coldplay – 4:04
3. „We Shall Overcome” (Charles Albert Tindley) Bruce Springsteen – 2:52
4. „A Time to Love” / „Bridge over Troubled Water” (Stevie Wonder / Paul Simon) Stevie Wonder – 4:01
5. „I’ll Stand by You” (Chrissie Hynde, Tom Kelly, Billy Steinberg) Shakira feat. The Roots – 3:55
6. „Motherless Child” John Legend – 4:11
7. „Hard Times Come Again No More” (Stephen Foster) Mary J. Blige feat. The Roots – 3:57
8. „Breathless” (Kevin Griffin) Taylor Swift – 3:51
9. „Lift Me Up” (Linda Perry) Christina Aguilera – 3:45
10. „Driven to Tears” (Gordon Sumner) Sting – 3:34
11. „Halo” (Ryan Tedder, Evan Bogart, Beyoncé Knowles) Beyoncé feat. Chris Martin – 3:31
12. „Lean on Me” (Bill Withers) Sheryl Crow, Kid Rock & Keith Urban – 3:36
13. „Like a Prayer” (Madonna Ciccone, Patrick Leonard) Madonna – 3:29
14. „Hallelujah” (Leonard Cohen) Justin Timberlake feat. Matt Morris – 4:15
15. „Let It Be” (John Lennon, Paul McCartney) Jennifer Hudson feat. The Roots – 3:53
16. „Many Rivers to Cross” (Jimmy Cliff) Emeline Michel – 3:01
17. „Stranded (Haiti Mon Amour)” (Shawn Carter, Paul Hewson, David Evans, Kasseem Dean, Robyn Fenty) Jay-Z, Bono, The Edge & Rihanna – 4:27 (wersja na żywo)
18. „Alone and Forsaken” (Hank Williams) Dave Matthews & Neil Young – 3:30
19. „Rivers of Babylon” / „Yele” (Brent Dowe, Trevor McNaughton) Wyclef Jean – 3:55
20. „Stranded (Haiti Mon Amour)” (Carter, Hewson, Evans, Dean, Fenty) Jay-Z, Bono, The Edge & Rihanna – 4:20 (wersja studyjna)

## Pozycje na listach
| Lista (2010)                | Najwyższa pozycja |
| --------------------------- | ----------------- |
| Canadian Albums Chart       | 1                 |
| French Digital Albums Chart | 9                 |
| New Zealand Albums Chart    | 24                |
| U.S. Billboard 200          | 1                 |